# معمر تانكوفيتش
معمر تانكوفيتش (بالسويدية: Muamer Tanković)‏ هو لاعب كرة قدم سويدي من أصل بوسني في مركز الهجوم ولد في يوم 22 فبراير 1995 في مدينة نوركوبينغ في السويد، يلعب حالياً مع نادي ألكمار في هولندا وسبق له اللعب مع نادي فولهام في إنجلترا ونادي نوركوبينغ في السويد، لعب مع منتخب السويد لكرة القدم ويبلغ طوله 179 سم.

## روابط خارجية
- معمر تانكوفيتش على موقع الاتحاد الأوربي (الإنجليزية)
- معمر تانكوفيتش على موقع اتحاد السويد (السويدية)
- معمر تانكوفيتش على موقع قاعدة بيانات كرة القدم.إي يو (الإنجليزية)
- معمر تانكوفيتش على موقع ناشيونال فوتبول تيمز (الإنجليزية)
- معمر تانكوفيتش على موقع Soccerbase.com (لاعب) (الإنجليزية)
- معمر تانكوفيتش على موقع Soccerway.com (الإنجليزية)
- معمر تانكوفيتش على موقع عالم كرة القدم.نت (الإنجليزية)
- معمر تانكوفيتش على موقع اللجنة الأولمبية الدولية (الإنجليزية)
- معمر تانكوفيتش على موقع أوليمبيديا (الإنجليزية)
- معمر تانكوفيتش على موقع اللجنة الأولمبية السويدية (السويدية)